# Ogeu-les-Bains
Ogeu-les-Bains – miejscowość i gmina we Francji, w regionie Nowa Akwitania, w departamencie Pireneje Atlantyckie.
Według danych na rok 1990 gminę zamieszkiwało 1085 osób, a gęstość zaludnienia wynosiła 47 osób/km² (wśród 2290 gmin Akwitanii Ogeu-les-Bains plasuje się na 398. miejscu pod względem liczby ludności, natomiast pod względem powierzchni na miejscu 429.).